# Třebomyslice (Žatčany)
Třebomyslice (německy Trebomislitz) jsou vesnice, součást obce Žatčany v okrese Brno-venkov v Jihomoravském kraji. S ostatní zástavbou Žatčan jsou zcela srostlé.

## Historie
Třebomyslice byly založeny hrabětem Dubským, olomouckým krajským hejtmanem, v roce 1785, kdy byl rozparcelován vrchnostenský dvůr. Nová vesnice, která byla pojmenována podle jihočeských Třebomyslic, odkud pocházela rodina zakladatele, vznikla v těsné blízkosti Žatčan, neboť přímo navazovala na jihozápadní roh žatčanské návsi. Domy byly postaveny podél krátké cesty jižním směrem, která se po přibližně 250 metrech stáčí na západ k Měnínu (dnešní silnice II/416), a západně od ní (pomístní název Zahrady). Již v roce 1790 v obci stálo 40 domů a žilo 162 obyvatel; v roce 1921 měly Třebomyslice téměř 500 obyvatel a byly větší než Žatčany, které jejich katastr obepínal ze západu, jihu i východu. Součástí Třebomyslic tak byla i ulice od sokolovny směrem na Nesvačilku, jižní strana cesty (místně zvané Ovčírny) propojující jádro vsi s touto ulicí (jižně od žatčanské návsi) a východní strana ulice místě zvané Kousky.
Až do konce roku 1948 byly Třebomyslice samostatnou obcí, dne 1. ledna 1949 byly sloučeny do Žatčan. Roku 1992 bylo zrušeno i jejich katastrální území a začleněno do katastru Žatčan.

## Obyvatelstvo
| Rok            | 1869 | 1880 | 1890 | 1900 | 1910 | 1921 | 1930 | 1950 | 1961 | 1970 | 1980 | 1991 | 2001 | 2011 | 2021 |
| -------------- | ---- | ---- | ---- | ---- | ---- | ---- | ---- | ---- | ---- | ---- | ---- | ---- | ---- | ---- | ---- |
| Počet obyvatel | 317  | 317  | 328  | 349  | 384  | 472  | 487  | 485  | —    | —    | —    | —    | —    | —    | —    |
| Počet domů     | 53   | 54   | 58   | 72   | 83   | 98   | 121  | 135  | —    | —    | —    | —    | —    | —    | —    |

Vývoj počtu obyvatel

## Galerie

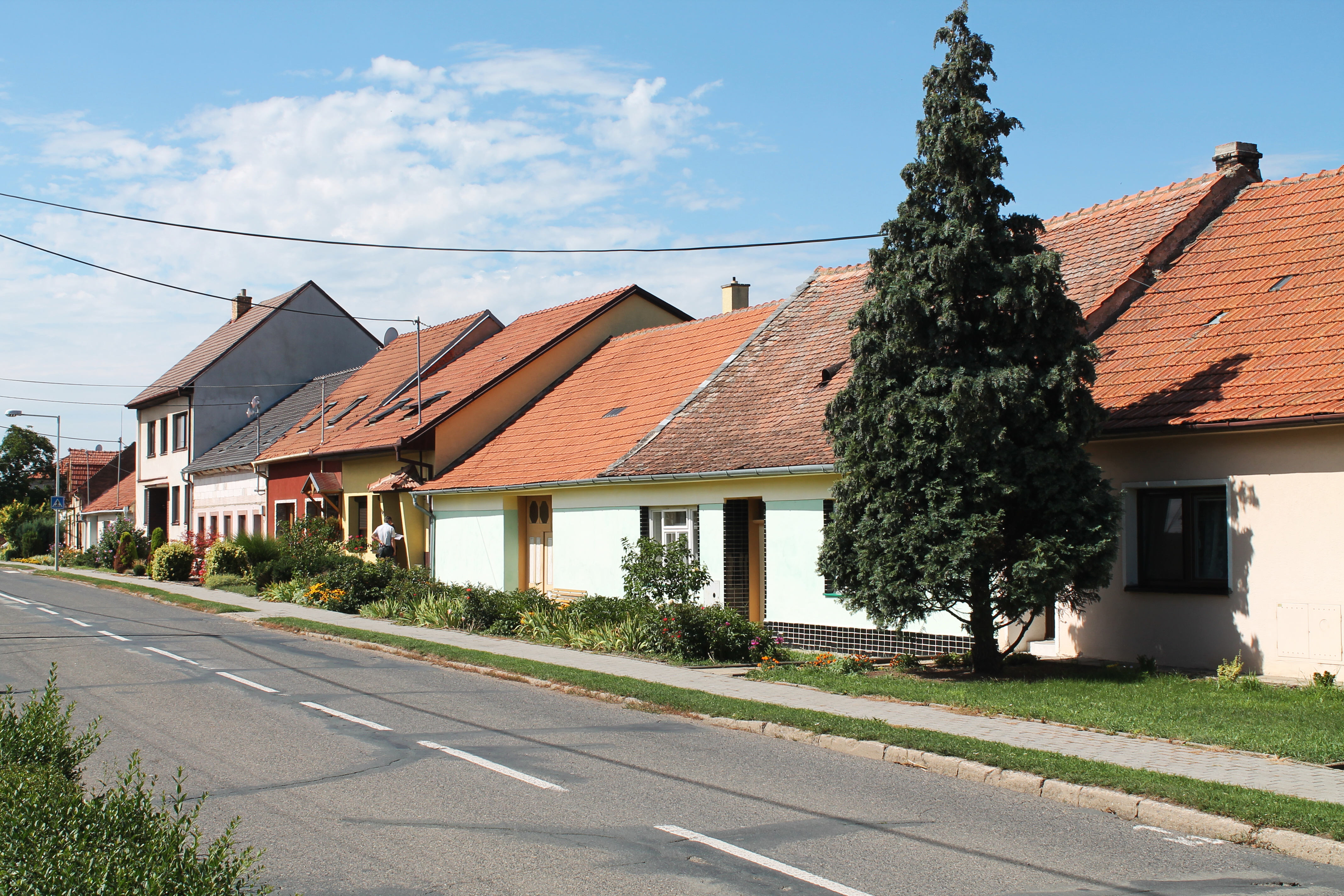
Zástavba v jádru Třebomyslic
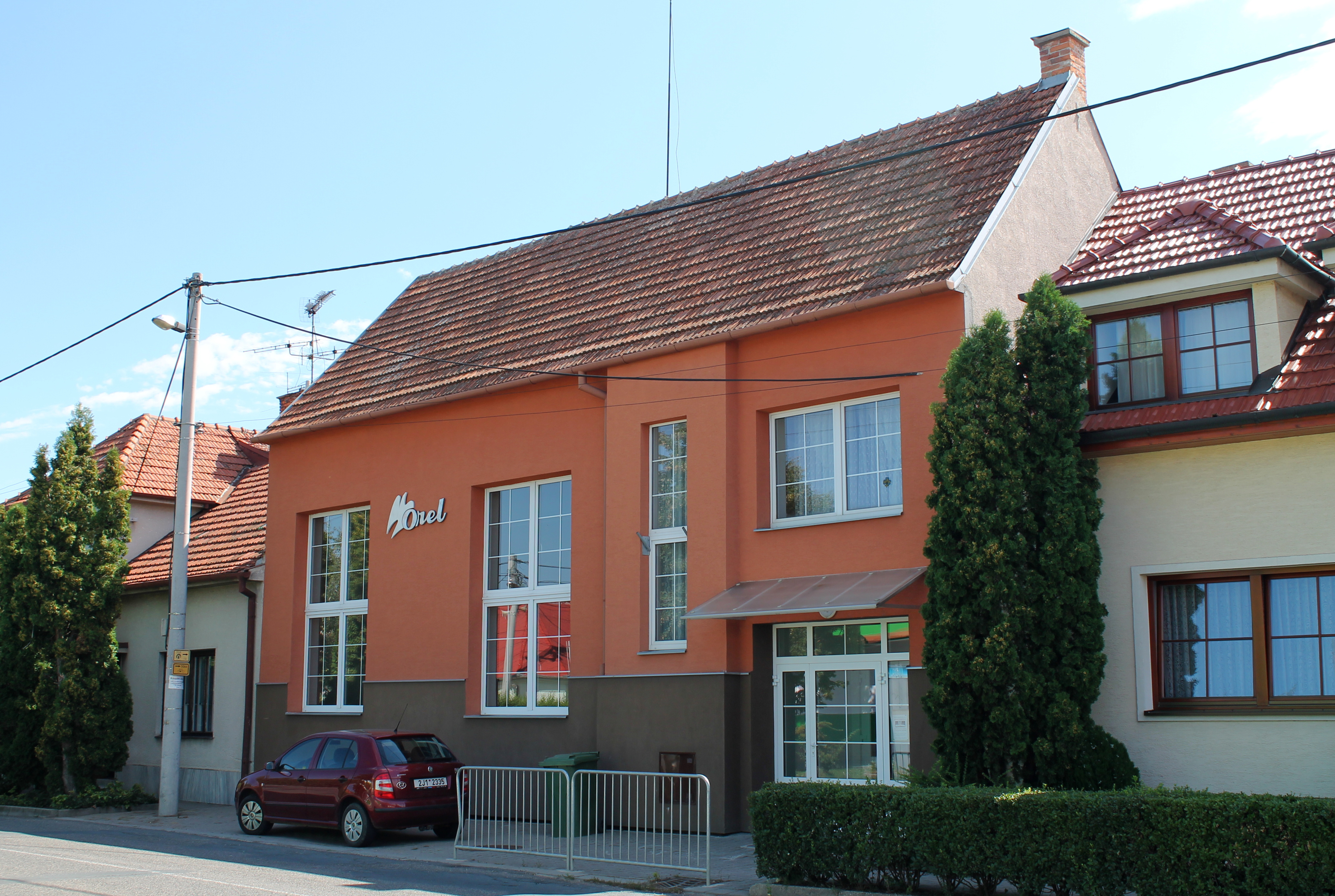
Orlovna (na začátku třebomyslické ulicovky)
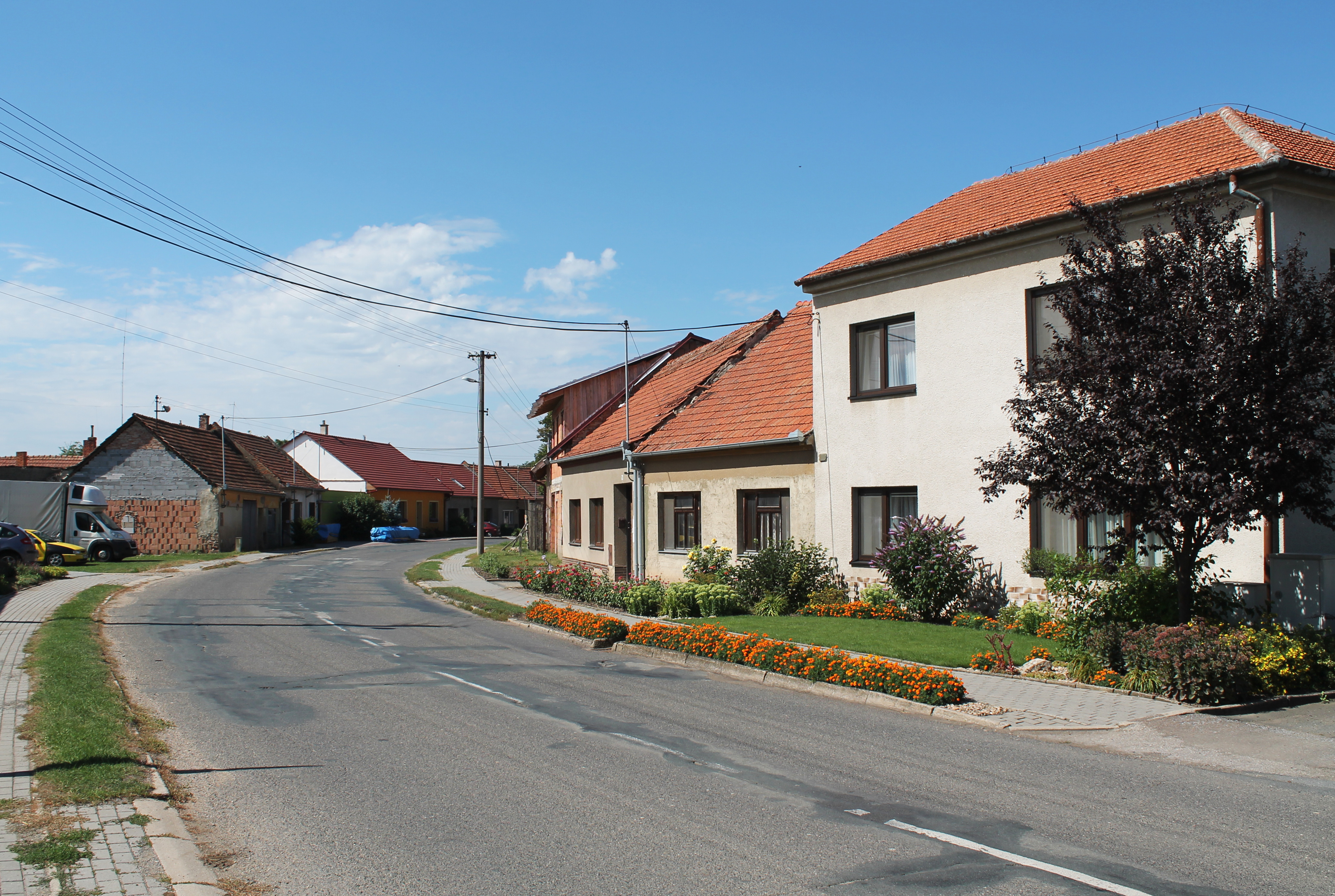
Třebomyslická zatáčka
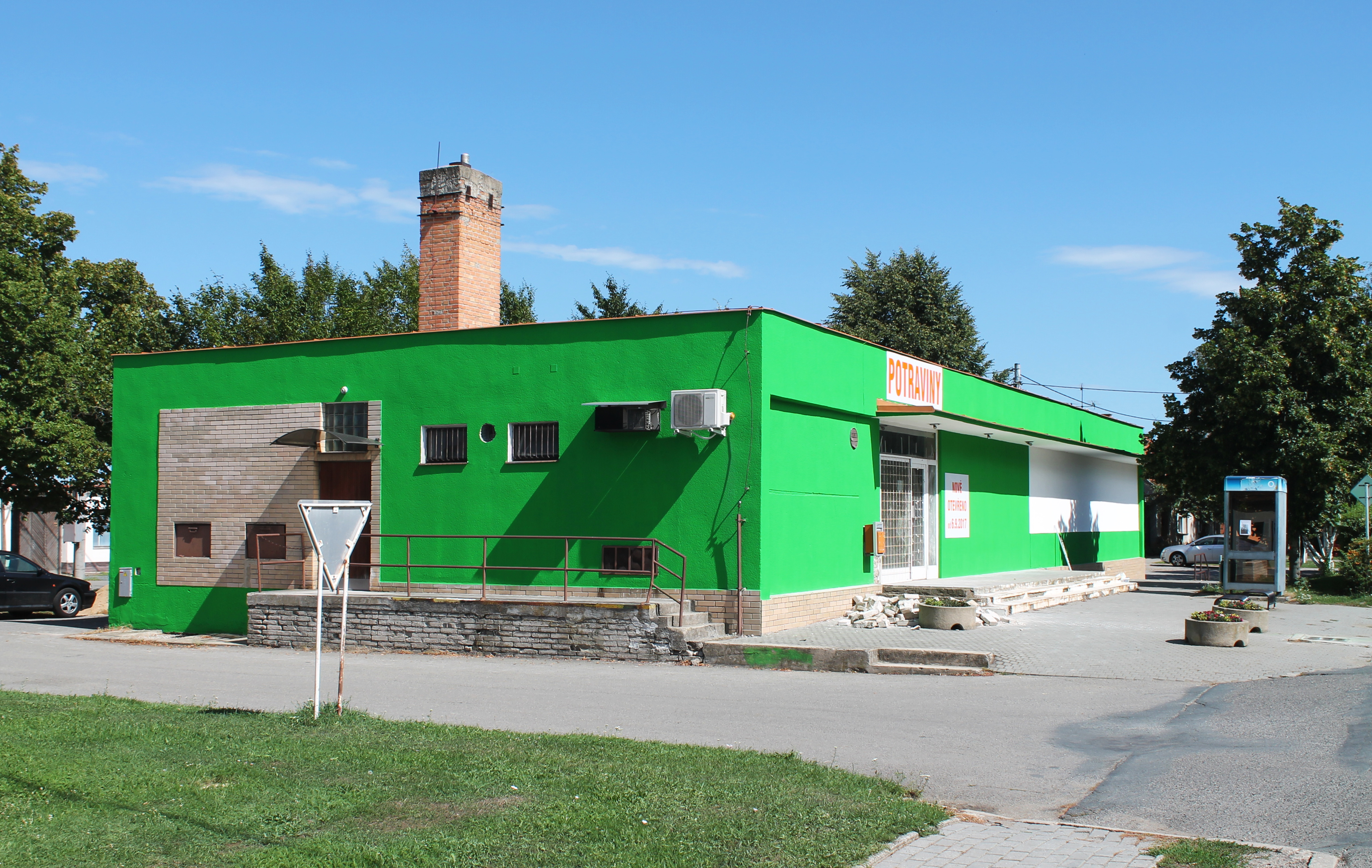
Obchod s potravinami na severním konci vsi
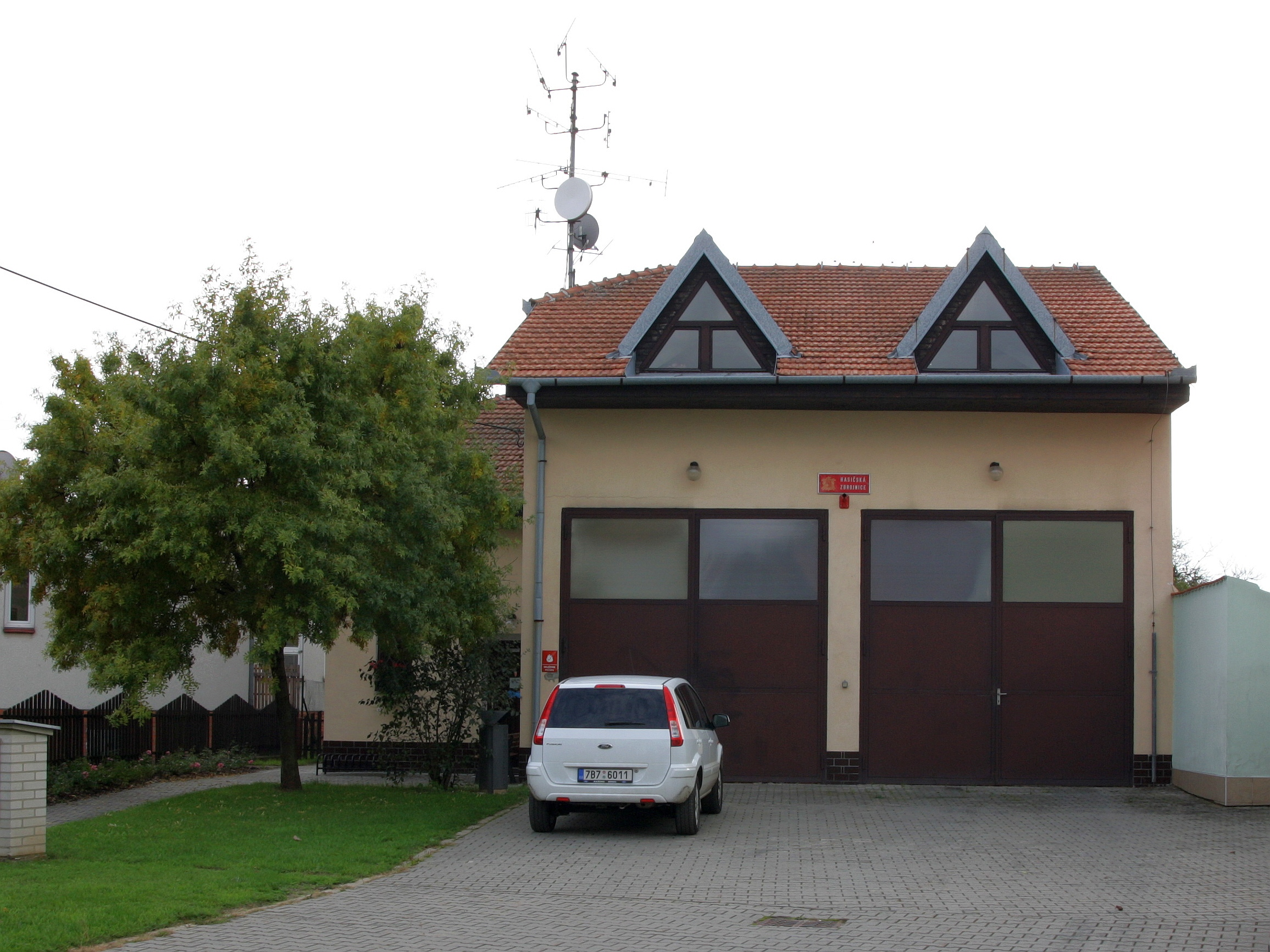
Žatčanský obecní úřad s hasičskou zbrojnicí (východně od jádra Třebomyslic)
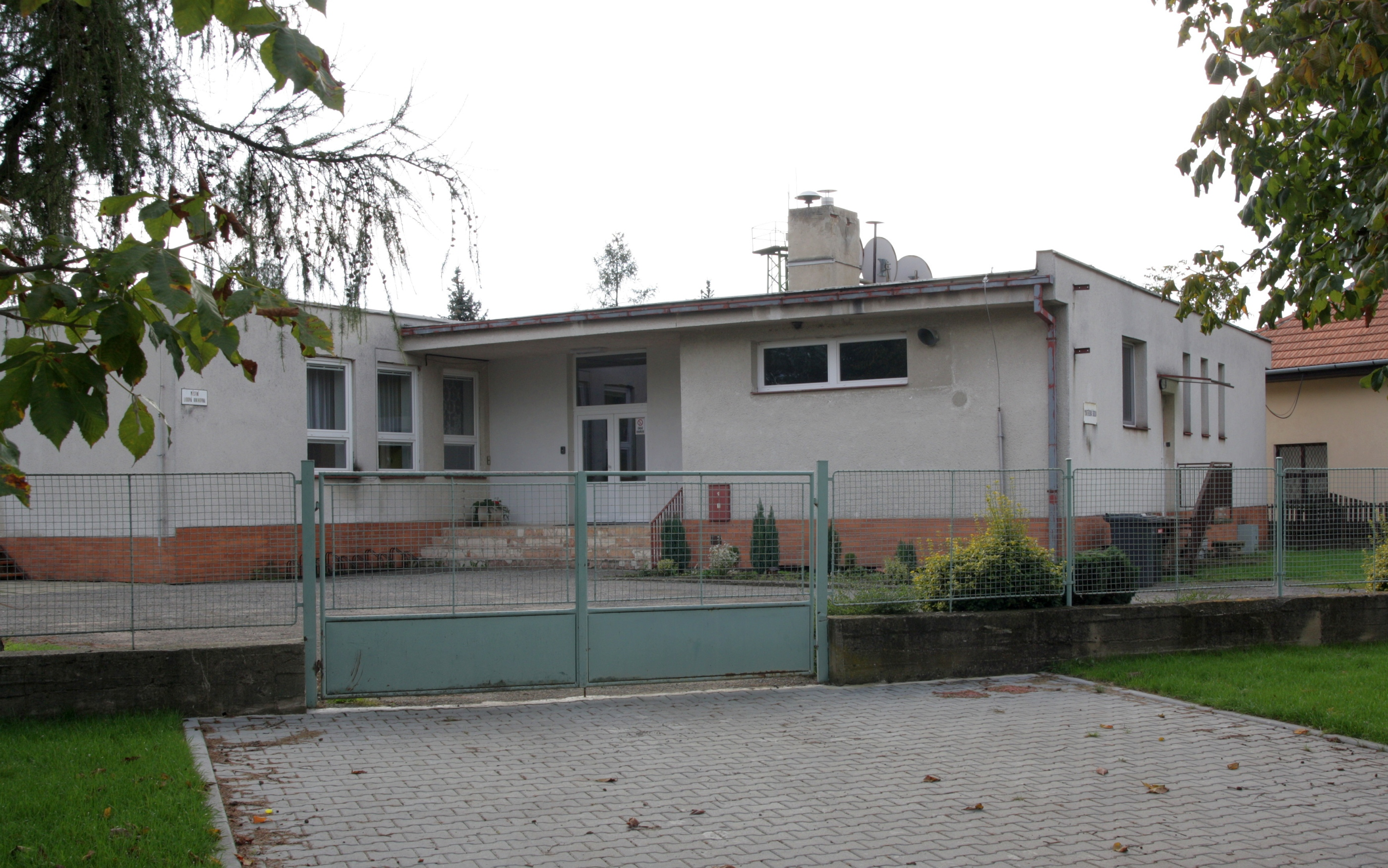
Mateřská škola vedle obecního úřadu